# Hudson Austin
Hudson Austin (ur. 26 kwietnia 1938 w kolonii British Windward Islands lub w 1936, zm. 24 września 2022) – grenadyjski generał, przewodniczący Rewolucyjnej Wojskowej Rady Grenady (premier) od 19 do 25 października 1983.

## Życiorys
Kształcił się w szkole katolickiej oraz w zakresie inżynierii budownictwa w Jamaica Institute of Science and Technology. Został żołnierzem sił zbrojnych Grenady, doszedł do stopnia generała. Działał także jako świecki nauczyciel w szkołach metodystycznych oraz pracował w służbie więziennej i jako specjalista sprzedaży. Uczestniczył w szkoleniach wojskowych w ZSRR, Gujanie oraz Trynidadzie i Tobago. Uczestniczył w zamachu stanu z 1979, został członkiem przeprowadzającej go partii New Jewel Movement oraz przywódcą Ludowych Sił Rewolucyjnych (armii państwa) oraz ministrem budownictwa. Szybko popadł w konflikt z premierem Maurice Bishopem, który prezentował mniej radykalną linię w porównaniu z Austinem, dążącym do fizycznej eliminacji przeciwników politycznych. W październiku 1983 uczestniczył w kolejnym zamachu stanu, który obalił rządy Bishopa i zamordował go, wprowadzając władzę wojskową. Następnie 19 października 1983 przejął funkcję szefa rządu od Bernard Coard (formalnie jako przewodniczący Rewolucyjnej Wojskowej Rady Grenady). Stanowisko stracił już 25 października po amerykańskiej inwazji na Grenadę, kiedy to został aresztowany. W 1986 skazany na karę śmierci, w 1991 zamienioną na dożywotnie pozbawienie wolności. W grudniu 2008 został przedterminowo zwolniony.  